# 豬口安喜
豬口安喜（1864年5月—1933年10月）是日本文人，在日治台灣擔任公務員、警察，辭職後成為詩人，後受臺灣總督府之邀擔任臺灣總督府史料編纂委員會委員。

## 生平
豬口安喜早年在福岡中學就讀，退學後自學漢學。1895年時受臺灣總督府聘雇而前往台灣，後陸續在台中縣、基隆廳等地擔任巡查、警察官，並於1918年底退職。
擔任警察期間，他於1909年進入臺灣總督府民政部蕃務本署。1912年蕃務本署成立生蕃研究會並發行雜誌《蕃界》，豬口安喜擔任該雜誌之編輯，撰寫多篇台灣原住民相關文章與理蕃政策，直至隔年6月該雜誌停刊。蕃務本署在1915年時因五年理蕃計畫結束而廢除，豬口安喜轉任於警察本署理蕃課。
1918年底，豬口安喜開始編篡《理蕃誌稿》第二卷，內容主要為五年理蕃計畫中教育、隘勇線的推動等。1923至26年及1929至32年間，豬口安喜兩次擔任臺灣總督府史料編纂委員會之編纂委員，整理總督府公文、報章雜誌等文獻。
豬口安喜於1932年告老還鄉，隔年病逝。

## 文學
豬口安喜在台期間撰寫諸多作品，包括汉诗、俳句、和歌、散文等，以豬口安喜或豬口鳳庵、葆真、藹藔迂士等筆名刊載在《臺灣新報》、《臺灣日日新報》，《蕃界》中也能見到其作品。他也常以「內地詩人」的身分參加瀛社等詩社的活動，亦活躍於台灣文學圈。
在基隆廳擔任警察時，他以八尺門為題憑弔清法戰爭，發揮思古之情。